# Hearts/Wires
Hearts/Wires – piosenka amerykańskiego zespołu Deftones, która wydana została na singlu 4 kwietnia 2016 roku. Był to trzeci singiel z ich 8. albumu studyjnego Gore.
Mimo że zespół nie zrealizował teledysku do utworu „Hearts/Wires”, to muzycy zatwierdzili nieoficjalny wideoklip stworzony przez fana. Zespół udostępnił link do krótkiego filmu na swojej oficjalnej stronie na Facebooku.